# Danh sách phim VTV phát sóng năm 2017
Đây là danh sách phim VTV phát sóng trong năm 2017.
←2016 - 2017 - 2018→

## Phim Tết Nguyên Đán
Những bộ phim này phát sóng trên VTV1 vào dịp Tết Nguyên Đán.
Bộ phim 4 tập phát sóng từ 20:10 đến 20:55 các ngày từ mùng 3 đến mùng 6 Tết.
| Thời gian                                                               | Tên                    | Số tập                                      | NSX                                         | Đoàn làm phim | Bài hát chủ đề | Thể loại | Ghi chú |
| ----------------------------------------------------------------------- | ---------------------- | ------------------------------------------- | ------------------------------------------- | --- | --- | -------- | --- |
| 22 tháng 1 Phát hành lại: 30 tháng 1 - 1 tháng 2 năm 2019               | Dưới bầu trời xa cách  | 1 (120 phút) Phát hành lại: 3 (40 phút)     | VFC và Ryukyu Asahi Broadcasting (Nhật Bản) | Vũ Trường Khoa, Đào Duy Phúc (đạo diễn); Mieko Shimojima, Nguyễn Thu Thủy (biên kịch); Quang Sự, Miyagi Karin, Teruya Toshiyuki, Chí Nhân, Viết Liên, Hương Giang, Đình Tú, Toshiyoki Teruya, Yoshida Taeko, Kyan Hitomi, Arakaki Masahiro, Kuroshima Emiru... | | Lãng mạn | Phát sóng 20:45 đến 22:40 trên VTV1 dưới dạng một chương trình VTV Đặc biệt.                                       |
| 30 tháng 1 - 2 tháng 2 Phát hành lại: 28 tháng 10 - 5 tháng 11 năm 2021 | Mátxcơva - Mùa thay lá | 4 (55 - 65 phút) Phát hành lại: 7 (30 phút) | VFC                                         | Trọng Trinh (đạo diễn); Trịnh Khánh Hà, Nguyễn Thị Kim Ngân (biên kịch); Hồng Đăng, Hồng Diễm, Việt Anh, Phương Anh, Trọng Trinh, Thùy Linh, Thu Trang... | Я спросил у ясеня (Tôi hỏi cây tần bì) Trình bày: Alexander Rybak Криком журавлиным (Tiếng khóc của Crane) Trình bày: Vitas | Lãng mạn | Ghi hình ở Moskva, Nga. Phiên bản phát hành lại phát sóng 21:00 - 21:30 trên VTV1. Tên cũ: Tìm nhau trong nỗi nhớ. |

## VTV1 - Phim truyện giờ vàng

### Phim thứ Hai - thứ Tư
Những bộ phim này phát sóng từ 20:45 đến 21:30 các ngày từ thứ Hai đến thứ Tư trên kênh VTV1.
| Thời gian                                  | Tên                 | Số tập | NSX                             | Đoàn làm phim | Bài hát chủ đề                                                                  | Thể loại | Ghi chú |
| ------------------------------------------ | ------------------- | ------ | ------------------------------- | --- | ------------------------------------------------------------------------------- | -------- | --- |
| 21 tháng 3 - 13 tháng 6                    | Nơi ẩn nấp bình yên | 27     | VTV và Khải Hưng Film           | Nguyễn Đức Hiếu (đạo diễn); Đỗ Trí Hùng (biên kịch); Ngọc Lan, Phạm Hồng Minh, Mạnh Trường, Thùy Dương, Thu Quỳnh, Phạm Thanh Hòa, Trung Anh, Thanh Tùng, Lý Chí Huy, Diễm Hương, Vũ Thu Hoài, Mai Ngọc Căn, Việt Bắc, Hán Huy Bách, Ngọc Phú, Vũ Huyền, Hoàng Yến... | Hạnh phúc khi còn mẹ Trình bày: Nhóm Artista                                    | Gia đình | 5 tập đầu phát sóng từ thứ Hai - thứ Tư. Các tập còn lại phát sóng từ thứ Hai - thứ Ba. Sản xuất năm 2014. |
| 19 tháng 6 - 10 tháng 10                   | Giao mùa            | 45     | VTV và Galaxy Studio            | Trần Hoài Sơn (đạo diễn); Nguyễn Thanh Bình, Bùi Thúy Hà, Trần Phương Nhung (biên kịch); Phan Minh Huyền, Công Dũng, Tiến Lộc, Thanh Huyền, Thùy Dương, Chí Nhân, Lan Hương 'Bông', Lê Mai, Thanh Quý, Tuyết Mai, Thanh Chi, Minh Phương, Phú Thăng, Diệp Bích, Thế Bình, Tiến Đạt, Cường Việt, Viết Liên, Thu An, Thanh Vân, Tạ Tuấn Minh, Linh Chi, Hoàng Anh Vũ, Thu Hường, Nguyễn Mạnh Quân, Thanh Sơn, Phương Oanh, Lương Trang Dung... | Có những đêm mùa thu Chút tình mùa lá bay Sáng tác, trình bày: Nguyễn Đức Cường |          | Tên cũ: Hoa sữa cuối thu. Sản xuất năm 2012.                                                               |
| 11 tháng 10 năm 2017 - 17 tháng 1 năm 2018 | Hoa cỏ may (phần 3) | 39     | VTV và T.N&K Advertising Co.Ltd | Lưu Trọng Ninh (đạo diễn & biên kịch); Cường Seven, Hạnh Sino, Quyết Thắng, Thân Thanh Giang, Lương Giang, Trung Anh, Vân Anh, Hải Anh, Công Dũng, Mỹ Hạnh, Nguyễn Hà, Thiện Tùng, Tùng Dương, Tố Uyên, Hương Dung... | Hoa cỏ may Trình bày: Trần Thu Hà Ngơ ngác cỏ may Trình bày: Hồng Dương M4U     | Lãng mạn | Nối tiếp Hoa cỏ may phần 1 và 2 (2001). Sản xuất năm 2013.                                                 |

### Phim thứ Năm - thứ Sáu
Những bộ phim này phát sóng từ 20:45 đến 21:30 thứ Năm và thứ Sáu trên kênh VTV1. Riêng Sống chung với mẹ chồng phát sóng từ thứ Tư đến thứ Sáu do sự đón nhận của khán giả.
| Thời gian                                 | Tên                      | Số tập | NSX | Đoàn làm phim | Bài hát chủ đề                                                                              | Thể loại           | Ghi chú |
| ----------------------------------------- | ------------------------ | ------ | --- | --- | ------------------------------------------------------------------------------------------- | ------------------ | --- |
| 5 tháng 4 - 30 tháng 6                    | Sống chung với mẹ chồng  | 34     | VFC | Vũ Trường Khoa (đạo diễn); Đặng Thiếu Ngân (biên kịch); Lan Hương "Bông", Bảo Thanh, Anh Dũng, Trần Đức, Lan Hương, Thu Quỳnh, Danh Tùng, Minh Phương, Công Lý, Hoàng Thu Trang, Thế Nguyên, Vân Anh, Trần Trang, Việt Anh, Thanh Tú, Thanh Hương, Hương Giang, Cẩm Vân, Anh Đức, Ngọc Thoa, Mạnh Cường... | Hạnh phúc mong manh Sáng tác: Lê Anh Dũng Trình bày: Khánh Linh                             | Hôn nhân           | Chuyển thể từ tiếu thuyết Trung Quốc "Phù thủy dưới đáy biển" của tác giả Gia Hiếu. Hoãn 2 tập vào các ngày 19 tháng 5 và 1 tháng 6 do sự kiện đặc biệt. 4 tập cuối phát sóng vào thứ Năm - thứ Sáu. |
| 6 tháng 7 - 14 tháng 9                    | Những người nhiều chuyện | 20     | VFC | Lê Mạnh, Trần Quốc Trọng (đạo diễn); Nguyễn Hồng Vân, Hoàng Thị Hồng Hạnh (biên kịch); Thanh Sơn, Trịnh Khánh Linh, Minh Hòa, Thúy Phương, Đức Khuê, Hà Trung, Thu Huyền, Quang Thắng, Ngọc Trâm, Trần Việt Hoa, Quang Minh...                                                                             | Chuông gió tình yêu Trình bày: Phương Huyền                                                 | Hài kịch, lãng mạn | Tên cũ: Chuông gió tình yêu. |
| 15 tháng 9 năm 2017 - 19 tháng 1 năm 2018 | Ngược chiều nước mắt     | 36     | VFC | Vũ Minh Trí (đạo diễn); Nguyễn Vũ Hà An, Trịnh Khánh Hà, Nguyễn Thu Trang (biên kịch); Hoàng Hải, Lan Hương, Mạnh Trường, Thu Quỳnh, Hà Việt Dũng, Phương Oanh, Phan Minh Huyền, Phạm Anh Tuấn, Bình An, Hoàng Thu Trang, Anh Dũng, Ngô Thủy Tiên, Trung Anh, Đình Tú, Chu Diệp Anh...                     | Ngược chiều nước mắt Trình bày: Si Giáng Giấc mơ nhẹ nhàng Trình bày: Minh Vương & Thùy Chi | Gia đình, hôn nhân | |

## VTV3 - Phim truyện giờ vàng

### Line-up 1
Khung phim mới kể từ năm 2017 với thời lượng 30 phút.
Những bộ phim này phát sóng từ 20:00 đến 20:30 các ngày từ thứ Hai đến thứ Năm trên VTV3.
| Thời gian                | Tên                        | Số tập        | NSX                 | Đoàn làm phim | Bài hát chủ đề | Thể loại           | Ghi chú |
| ------------------------ | -------------------------- | ------------- | ------------------- | --- | -------------- | ------------------ | --- |
| 2 tháng 1 - 6 tháng 7    | Gia đình vui nhộn          | 100           | BHD                 | Nguyễn Minh Chung (đạo diễn & biên kịch); Quang Minh, Hồng Đào, Gia Lộc, Bảo Bảo, An Khang, Lê Bình, Thùy Dung, Mạc Văn Khoa... |                | Gia đình, hài kịch | Dựa theo series phim Mỹ "Home Improvement" Hoãn 8 tập vào các ngày 30 tháng 1 - 2 tháng 2 và 6 - 9 tháng 2 để phát sóng các chương trình dịp Tết Nguyên Đán Đinh Dậu 2017. |
| 10 tháng 7 - 28 tháng 12 | Xin chào hạnh phúc - Mùa 1 | Tập 1 đến 100 | VTV và VietCom Film | Nguyễn Bảo Trâm (đạo diễn và biên kịch); nhiều nghệ sĩ khác                                                                     |                |                    | Một series bao gồm nhiều series ngắn. |

### Line-up 2

#### Phim thứ Hai - thứ Ba
Những bộ phim này phát sóng từ 21:30 đến 22:20 (21:40 đến 22:30 từ ngày 6 tháng 11) thứ Hai và thứ Ba trên kênh VTV3.
| Thời gian                                 | Tên               | Số tập | NSX           | Đoàn làm phim | Bài hát chủ đề                                                                   | Thể loại | Ghi chú                                                               |
| ----------------------------------------- | ----------------- | ------ | ------------- | --- | -------------------------------------------------------------------------------- | -------- | --------------------------------------------------------------------- |
| 8 tháng 5 - 15 tháng 8                    | Bước nhảy hoàn vũ | 30     | Cát Tiên Sa   | Nguyễn Đức Việt (đạo diễn); Vân Vũ, Thu Trang (biên kịch); Kinh Quốc, Ngọc Quyên, Công Hậu, Yến Trang, Huy Cường, Trương Thế Vinh, Maya, Lan Trương... | Bước nhảy hoàn vũ Trình bày: Dương Hoàng Yến Dấu yêu xưa Trình bày: Bùi Anh Tuấn | Khiêu vũ | Lấy cảm hứng từ chương trình truyền hình cùng tên. Sản xuất năm 2014. |
| 21 tháng 8 năm 2017 - 23 tháng 1 năm 2018 | Vực thẳm vô hình  | 46     | VTV và VnFilm | Lê Minh (đạo diễn); Phạm Văn Thành (biên kịch); Trương Minh Quốc Thái, Trang Nhung, Sỹ Toàn, Yến Nhi, Đức Nhã, Đức Thịnh, Hoàng Anh, Trà My, Tuấn Khải, Kim Cương, Diễm My, Thanh Bình, Hoàng Đức, Kim Va, Mã Trung, Trà My, Hoàng Đức, Chánh Nghĩa, Mai Huỳnh, Quốc Nam, Mai Viết Cửu, Thanh Liêm, Hồng Anh, Diễm Phúc, Uyên Thảo, Quang Trương, Hoàng Phát, Hoàng Lan, Công Hậu... | Về với ngày mai Trình bày: Minh Chuyên                                           | Hình sự  | Sản xuất năm 2014.                                                    |

#### Phim thứ Tư - thứ Năm
Những bộ phim này phát sóng từ 21:30 đến 22:20 (21:50 đến 22:40 từ ngày 2 tháng 11) thứ Tư và thứ Năm trên kênh VTV3.
| Thời gian | Tên                             | Số tập                             | NSX | Đoàn làm phim | Bài hát chủ đề | Thể loại           | Ghi chú |
| --- | ------------------------------- | ---------------------------------- | --- | --- | --- | ------------------ | --- |
| 23 tháng 3 - 31 tháng 8 Tiền truyện: 21, 28 tháng 5 4, 9 tháng 6 (VTV Giải Trí)                                                                   | Cảnh sát hình sự: Người phán xử | 47+4                               | VFC | Nguyễn Mai Hiền, Nguyễn Khải Anh, Nguyễn Danh Dũng (đạo diễn); Nguyễn Trung Dũng, Khánh Bùi (biên kịch); Hoàng Dũng, Việt Anh, Hồng Đăng, Trung Anh, Chu Hùng, Bảo Anh, Doãn Quốc Đam, Thanh Quý, Quốc Trọng, Đan Lê, Lưu Đê Ly, Thùy Hương, Bảo Thanh, Vũ Thu Hoài, Thanh Hương, Anh Đức, Trọng Hùng, Thanh Bi, Đỗ Kỷ... (Tiền truyện: Vân Dung, Tạ Minh Thảo, Thanh Sơn, Tùng Dương, Anh Tuấn)                                                                                   | | Hình sự            | Dựa theo bộ phim Israel Người phán xử. |
| 6 tháng 9 - 7 tháng 12 | Ghét thì yêu thôi               | 28                                 | VFC | Trịnh Lê Phong (đạo diễn); Lê Huyền, Trần Diệu Linh (biên kịch); Phương Anh, Đình Tú, Chí Trung, Vân Dung, Hoàng Thu Trang, Danh Tùng, Ngọc Dũng, Tùng Lan, Hải Anh, Mạnh Hưng, Trần Đức, Vũ Thu Hoài, Ngọc Quỳnh, Hồng Hạnh... | Ghét thì yêu thôi Càng ghét càng yêu Trình bày: My My & Sơn Việt                                                        | Hài kịch, lãng mạn | |
| 13 tháng 12 năm 2017 - 23 tháng 8 năm 2018 Phía trước là cả một đời phán xử: 11 tháng 5 năm 2018 Ngoại truyện: 23 tháng 8 năm 2018 (VTV Giải Trí) | Cả một đời ân oán               | 72+2 Phần 1: 34 tập Phần 2: 38 tập | VFC | NSND Trọng Trinh, Vũ Trường Khoa, Bùi Tiến Huy (đạo diễn); Phạm Phương Thảo, Hoàng Hồng Hạnh, Nguyễn Thu Trang (biên kịch); Mạnh Cường, Mỹ Uyên, Mạnh Trường, Hồng Diễm, Hồng Đăng, Lan Phương, Thanh Sơn, Đan Lê, Thiện Tùng, Huỳnh Anh, Hạ Anh, Phạm Anh Tuấn, Lương Thanh, Kiên Hoàng, Thùy Anh, Trọng Lân, Minh Phương, Thanh Quý, Đình Tú, Minh Vượng, Anh Thơ, Kiều My, Phan Thắng, Hằng Nga, Trần Đức, Phương Lâm, Chí Bách, Hương Giang, Thúy An, Nhật Quang, Xuân Khôi... | Khi tình yêu bắt đầu Trình bày: Khánh Linh Chờ yêu Trình bày: Kim Thành Cả một đời yêu thương Trình bày: Minh Vương M4U | Gia đình, lãng mạn | Dựa theo phim truyền hình Đài Loan Cô dâu bạc triệu. Bộ phim đầu tiên áp dụng công nghệ quay phim 4K và thu thanh đồng bộ, sử dụng giọng thật của diễn viên. Hoãn 1 tập vào ngày 15 tháng 2 năm 2018 để phát sóng các chương trình dịp Tết Nguyên Đán Mậu Tuất 2018. Hoãn 1 tập vào ngày 21 tháng 3 năm 2018 do sự kiện đặc biệt. Tên cũ: Ân oán tình đời. |

## VTV3 - Rubic 8
Những bộ phim này phát sóng từ 14:20 đến 15:10 thứ Bảy và Chủ Nhật trên VTV3.
| Thời gian                                                                    | Tên                   | Số tập                                  | NSX | Đoàn làm phim | Bài hát chủ đề                                                            | Thể loại            | Ghi chú |
| ---------------------------------------------------------------------------- | --------------------- | --------------------------------------- | --- | --- | ------------------------------------------------------------------------- | ------------------- | --- |
| 1 tháng 4 - 16 tháng 7 Phát hành lại: 11 tháng 2 - 5 tháng 4 năm 2019 (VTV1) | Lặng yên dưới vực sâu | 32 (45 phút) Phát hành lại 40 (30 phút) | VFC | Đào Duy Phúc (đạo diễn); Đỗ Bích Thủy (biên kịch); Phương Oanh, Đình Tú, Doãn Quốc Đam, Hương Giang, Bùi Bài Bình, Minh Phương, Tiến Mộc, Minh Nguyệt, Trịnh Huyền, Xuân Trường, Huy Toàn, Nguyễn Lan Hương... | Lặng yên Sáng tác: Dương Trường Giang Trình bày: Bùi Anh Tuấn & Ái Phương | Lãng mạn, dân tộc   | Dựa theo truyện cùng tên của tác giả Đỗ Bích Thủy. Phiên bản phát hành lại phát sóng 21:00 - 21:30 từ thứ Hai - thứ Sáu trong khung phim 30 phút mới trên VTV1. |
| 22 tháng 7 - 29 tháng 10                                                     | Đi qua mùa hạ         | 30                                      | VFC | Bùi Quốc Việt (đạo diễn); Nguyễn Minh Nguyệt, Trịnh Khánh Hà (biên kịch); Linh Chi, Bình An, Đình Tú, Quỳnh Đan, Quỳnh Kool, Thanh Quý, Quế Hằng, Hoàng Huy, Thanh Hiền, Hoàng Xuân, Nguyễn Trọng Hưng, Vũ Phan Anh, Kiên Hoàng, Văn Báu, Bích Ngọc, Tuấn Cường, Cẩm Nhung, Hoàng Anh Vũ, Hoàng Liên, Hoàng Tùng, Thúy Nga, Hoàng Anh, Lệ Mỹ... | Trở lại với nhau Trình bày: Phạm Quốc Huy                                 | Lãng mạn, nông thôn | Tên cũ: Vòng tay bè bạn. Sản xuất năm 2016. |
| 4 tháng 11 năm 2017 - 4 tháng 3 năm 2018                                     | Thương nhớ ở ai       | 34                                      | VFC | Lưu Trọng Ninh, Bùi Thọ Thịnh (đạo diễn); Lưu Trọng Ninh (biên kịch); Lâm Vissay, Hồng Kim Hạnh, Thiện Tùng, Ngọc Anh, Jimmii Khánh, Thanh Hương, Thanh Ngoan, Minh Đức, Trương Phương, Phạm Đức Hải, Phạm Thị An, Đinh Hồng Sơn... | Trầu không Trình bày: Hồng Duyên                                          | Nông thôn, lịch sử  | Dựa theo tiểu thuyết "Bến không chồng" của nhà văn Dương Hướng. Bộ phim cuối cùng phát sóng trong khung giờ Rubic 8.                                            |

## VTV6 - Phim truyện tối
Khung phim chỉ phát sóng trong năm 2017 dành cho những bộ phim Việt Nam lưu kho. Trước và nối tiếp đó là phim truyện nước ngoài.
Những bộ phim này phát sóng từ 21:00 đến 21:45 các ngày từ thứ Hai đến thứ Sáu trên VTV6.
| Thời gian                                | Tên                  | Số tập | NSX              | Đoàn làm phim | Bài hát chủ đề                                                                                     | Thể loại | Ghi chú |
| ---------------------------------------- | -------------------- | ------ | ---------------- | --- | -------------------------------------------------------------------------------------------------- | -------- | --- |
| 6 tháng 4 - 19 tháng 5                   | Trả giá              | 30     | VietCom Film     | Nhâm Minh Hiền (đạo diễn); Thụy Như, Phùng Vũ Uyên, Nguyễn Thị Phương Thảo (biên kịch); Phạm Cường, Quốc Trường, Nhã Phương, Thùy Trang, Tuyết Thu, Quang Thảo, Linh Tý, Đình Hiếu, Hồng Kim Hạnh, Hoàng Thành, Đức Nhã...                                                          | Mặt nạ Trình bày: Tấn Đạt                                                                          | Hình sự  | Sản xuất năm 2013. |
| 22 tháng 5 - 29 tháng 6                  | Nhân tình lạc lối    | 28     | V-Art Films      | Lê Bảo Trung (đạo diễn); Phan Ngọc Diễm Hân (biên kịch); Chi Bảo, Ninh Dương Lan Ngọc, Huỳnh Đông, Đào Bá Sơn, Phùng Ngọc Huy, Đồng Thanh Phong, Tùng Haru, Bá Trường, Thanh Ngọc, Hà Linh, Tam Thanh, Amy Hương, Nguyễn Hiếu, Kim Dung, Trúc Vân...                                | Đường tình lạc lối & Bước qua lỗi lầm Trình bày: Sơn Ca Anh khóc mình anh Trình bày: Yra Hoàng Thy |          | Sản xuất năm 2014. |
| 30 tháng 6 - 8 tháng 9                   | Thảm đỏ              | 36     | World Star Group | Võ Thanh Hòa, Kim Hyo Young (đạo diễn); Võ Tấn Bình (biên kịch); Lương Thế Thành, Hoàng Oanh, Phan Thị Mơ, Chi Bảo, Huỳnh Anh Tuấn, Cao Hoàng, Thanh Nga, Thủy Phạm, La Thành, Lã Thiên Cầm...                                                                                      | Lấp lánh ánh sao Trình bày: Kha Ly Bước chân thảm đỏ Trình bày: Phú Luân                           |          | Sản xuất năm 2014. |
| 11 tháng 9 - 20 tháng 10                 | Hoa hồng mua chịu    | 30     | World Star Group | Vũ Xuân Hưng (đạo diễn); Tống Phương Dung, Nguyễn Ngân Hà (biên kịch); Thu Quỳnh, Vũ Phan Anh, Minh Tiệp, Hồng Quang, Đàm Hằng, Thanh Chi, Lan Hương 'Bông', Ngọc Bích, Vân Navy, Đinh Hoàng Yến, Hữu Phương, Diệp Bích, Thùy Dương, Quân Anh, Thu Trang, Trần Huy Toàn, An Linh... | Ngày nắng mới Trình bày: Lê Minh Trung Nụ hồng cho em Trình bày: Mandy Thanh Trúc                  |          | Sản xuất năm 2012 - 2013.                                                                                             |
| 23 tháng 10 - 4 tháng 12                 | Nấc thang lửa        | 30     | VTV và VFS       | Nguyễn Anh Tuấn (đạo diễn); Đỗ Thị Thanh Hương (biên kịch); Kim Va, Kha Ly, Quang Thảo, Văn Tiến Luật, Phương Hằng, Văn Anh, Minh Trang, Ngọc Thảo, Hùng Duy, Bé Quốc Anh, Chánh Thuận, Hùng Trần, Khôi Trần, Xuân Nguyễn, Quang Minh, Lâm Na Anh, Triệu Bảo Luận...                | Hãy về với em Trình bày: Tuyết Mai                                                                 |          | Sản xuất năm 2012. |
| 5 tháng 12 năm 2017 - 2 tháng 2 năm 2018 | Nhà voi còi cuối phố | 33     | Khang Việt Film  | Bùi Nam Yên (đạo diễn); Đinh Thủy, Hà Thu Hà (biên kịch); Mạnh Hùng, Thân Thúy Hà, Nhật Long, Lý Chí Vỹ, Lê Bình, Diễm My, Võ Đình Hiếu, Lê Chi Na, Hồ Thái Huy, Hiền Trang... | Anh không thể ngừng yêu em Trình bày: Vũ Quốc Việt Tình cha và con Trình bày: Nhật Huy             |          | Phát sóng 19:00-19:45 từ tập 16. Nối tiếp bằng khung giờ mới dành cho phim Việt Nam phát lại. Sản xuất năm 2012-2013. |

## Phim không định kỳ
Những bộ phim lưu kho này được lên sóng trong các khung giờ thường dành cho chương trình khác hoặc phim truyện phát lại.
| Thời gian                                   | Tên                | Số tập         | NSX              | Đoàn làm phim | Bài hát chủ đề                                                        | Thể loại | Ghi chú |
| ------------------------------------------- | ------------------ | -------------- | ---------------- | --- | --------------------------------------------------------------------- | -------- | --- |
| 29 tháng 11 năm 2017 - 28 tháng 12 năm 2017 | Đất mơ xanh        | 30             | V-Art Film       | Xuân Phước (đạo diễn); Tống Phương Chi (tác giả); Võ Thành Tâm, Trịnh Kim Chi, Thúy Diễm, Công Ninh, Bích Duyên, Huỳnh Anh Tuấn, Uyên Trinh, Thành Chiến, Quang Khải, Thủy Cúc, Hải Lý, Ngọc Xuân, Mỹ Ngọc, Hoàng Mập,...                                                                                       | Ước mơ xanh Trình bày: Tâm Linh Chồi xanh Trình bày: Tâm Linh         |          | Phát sóng 13:30 - 14:30 hằng ngày trên VTV6.Trước đó là phát lại phim Người đứng trong gió. Nối tiếp là phát lại phim Nữ cảnh sát tập sự Sản xuất năm 2012.                 |
| 4 tháng 12 năm 2017 - 2 tháng 2 năm 2018    | Cung đường trắng   | 45             | World Star Group | Đỗ Phú Hải, Đặng Minh Quang (đạo diễn); Nguyễn Xuân Hải (biên kịch); Lâm Minh Thắng, Lê Bê La, Võ Thành Tâm, Đinh Y Nhung, Công Dũng, Trần Nhượng, Hồng Giang, Mã Trung, Tiết Cương, Võ Hiệp, Hoàng Nhân, Mai Ngọc Căn, Phạm Hồng, Nhan Sỹ Toàn, Vân Anh, Thu Hà, Ngọc Tản, Thanh Hiền...                       | Anh sẽ về Trình bày: Hồng Ngọc Bước chân các anh Trình bày: Việt Danh | Hình sự  | Phát sóng 08:30 - 09:20 từ thứ Hai - thứ Sáu trên VTV3. Khung giờ này thường không dành cho phim truyện. Sản xuất năm 2014.                                                 |
| 4 tháng 12 năm 2017 - 26 tháng 1 năm 2018   | Làm chồng đại gia  | 40             | Đông A Pictures  | Danh Sơn, Trần Lực (đạo diễn); Giáp Kiều Hưng, Trịnh Đan Phượng (biên kịch); Thúy Hằng, Tiến Lộc, Hải Anh, Phương Anh, Lan Hương "Bông", Thanh Quý, Văn Báu, Phương Hạnh, Đỗ Duy Nam, Mai Chi, Thanh Hoài, Văn Lượng, Quang Minh, Mỹ Linh...                                                                    | Yêu thật lòng & Đừng buông tay Trình bày: Lê Việt Anh                 | Hôn nhân | Phát sóng 13:45 - 14:35 từ thứ Hai - thứ Sáu trên VTV3. Trước đó là phát lại phim Những người nhiều chuyện. Nối tiếp là phát lại phim Cầu vồng tình yêu. Sản xuất năm 2013. |
| 4 tháng 12 năm 2017 - 31 tháng 1 năm 2018   | Ranh giới thiện ác | 59 Bản gốc: 48 | Thiên Nam An     | Đặng Minh Quang (đạo diễn); Lê Kỳ Nam (biên kịch); Cao Thùy Dương, Võ Thành Tâm, Lâm Minh Thắng, Lê Bê La, Mai Phương, Mai Sơn Lâm, Kim Phượng, Huy Cường, Đức Hải, Thủy Cúc, Lê Quang, Kim Huyền, Tấn Thi, Hồ Kim Chi, Huỳnh Phước, Dư Ánh Hồng, Hữu Thạch, Lê Khâm, Khánh Cát, Kim Liên, Thu Hà, Quỳnh Như... | Thiên thần lạc lối Trình bày: Phương Thảo                             | Hình sự  | Phát sóng 19:00 hàng ngày trên VTV8. Phát sóng tập 1-28, mỗi tập 45 phút; Từ 1/1/2018, phát sóng mỗi tập 30 phút. Sản xuất năm 2014.                                        |